# Cornel Mihai Ungureanu
Cornel Mihai Ungureanu (n. 6 decembrie 1965, Alexandria, județul Teleorman) este un scriitor și jurnalist român.
Este membru al Uniunii Scriitorilor din România (din 2004), filiala Craiova. Studii de Psihologie, Universitatea Spiru Haret. Inițiator și redactor-șef al revistei on-line Prăvălia culturală (http://www.pravaliaculturala.ro Arhivat în 31 octombrie 2010, la Wayback Machine.). Redactor și șef departament învățământ-cultură la cotidianul Ediție Specială (http://www.editie.ro) (2003-2005), redactor la Radio Logos (2005-2008), secretar general de redacție la cotidianul Gazeta de Sud (http://www.gds.ro) (2008-2009), redactor-șef adjunct la cotidianul Adevărul de Seară Craiova (http://craiova.adevarul.ro) (2009 - în prezent). Editorialist la Gazeta de Sud (2007-2009), Suplimentul de cultură - ediția de Oltenia (2007), Adevărul de Seară (unde susține, din 2009, rubrica Vocea Olteniei). Colaborări la revistele Dilema, Mozaicul, Ramuri, Vatra, SpectActor, Familia, Tomis, Argeș, Timpul, Viața Românească, Respiro (http://www.revistarespiro.com Arhivat în 11 decembrie 2004, la Wayback Machine.) și la portalul cultural LiterNet (http://www.liternet.ro).

## Cărți publicate
- Treptele din fața casei (publicistică, 2002, editura LiterNet)

http://editura.liternet.ro/carte/15/Cornel-Mihai-Ungureanu/Treptele-din-fata-casei.html
- Pașii șarpelui (roman, Editura Timpul, 2003)
- Un fluture albastru (proză scurtă, Editura Ramuri, 2003)
- Noi, doi-trei la zece mii (roman, Editura Ramuri, 2005)
- Recreații cu Babi (publicistică, Editura Brumar, 2008)
- Odicolonuri (interviuri, Editura Adenium, 2014)

## Premii
- Premiul Petre Pandrea pentru literatură al revistei Mozaicul (2003)
- Premiul “Cartea anului 2005” acordat de Uniunea Scriitorilor – filiala Craiova, pentru volumul “Noi, doi-trei la zece mii” (2005)
- Nominalizat la Premiile Clubului Român de Presă – secțiunea editorial presă scrisă  (2008)
- Nominalizat la premiile UNITER (Uniunea Teatrală din România) - Cea mai bună piesă a anului - pentru "Soții, prietene, amante" (2011)
- Premiul III la FestCo (Festivalul Comediei Românești), organizat de Teatrul de Comedie București, pentru piesa "Ultimul dans al libelulei" (2013)